# Hôtel à vendre
Pour plus de détails, voir Fiche technique et Distribution.
Hôtel à vendre (Little Miss Broadway) est un film américain en noir et blanc réalisé par Irving Cummings, sorti en 1938.

## Synopsis
Betsy Brown est récrément libérée d'un orphelinat pour être confiée à Pop Shea, un ami de ses parents qui dirige une pension de famille pour artistes de théâtre. Sarah Wendling, la propriétaire bourrue et voisine de l'immeuble, déteste les gens du spectacle ainsi que leur bruit, et exige de Pop qu'il paie les 2 500 dollars d'arriérés de loyer qu'il doit, sans quoi il se verra forcer de déménager sur le champ. Son neveu Roger est amoureux de Barbara, la fille de Pop et il intente un procès à Sarah afin de prendre le contrôle de l'immeuble et de son héritage. Il prévoit ainsi de monter un spectacle gigantesque mettant en scène les tous résidents de l'hôtel. 
Néanmoins, Sarah met en doute le bien-fondé de l'investissement de Roger dans le spectacle et Betsy convainc le juge de voir la pré-production avant de trancher l'affaire définitivement. Avec l'aide de ses amis, la petite fille présente dans la salle d'audience une somptueuse revue musicale qui impressionne tellement l'un des observateurs qu'il offre spontanément à la troupe la somme de 2 500 dollars par semaine pour jouer dans ses International Follies. Ayant changé d'avis, Sarah insiste sur le fait que le spectacle vaut 5 000 dollars et convainc l'impresario de doubler son offre. Roger et Barbara annoncent alors leur intention de se marier et d'adopter Betsy.

## Fiche technique
- Titre : Hôtel à vendre
- Titre original : Little Miss Broadway
- Réalisation : Irving Cummings
- Scénario : Harry Tugend et Jack Yellen
- Musique : Walter Bullock et Harold Spina (non crédité)
- Direction musicale : Louis Silvers
- Photographie : Arthur C. Miller
- Montage : Walter Thompson
- Direction artistique : Bernard Herzbrun et Hans Peters
- Décors : Thomas Little
- Costumes : Sam Benson
- Production : David Hempstead producteur associé et Darryl F. Zanuck (non crédité)
- Société de production et de distribution : Twentieth Century Fox
- Pays de production :  États-Unis
- Langue d'origine : anglais américain
- Format : noir et blanc — pellicule : 35 mm — 1,37:1 — son : mono (RCA High Fidelity Recording)
- Genre : drame musical
- Durée : 72 minutes
- Date de sortie :
  - États-Unis : 22 juillet 1938 (New York)
  - États-Unis : 29 juillet 1938 (sortie nationale)
  - France : 2 novembre 1938

## Distribution
- Shirley Temple : Betsy Brown, an orphan
- Edward Ellis : Pop Shea, l'ami des parents de Betsy
- Edna May Oliver : Sarah Wendling
- Donald Meek : Willoughby Wendling
- George Murphy : Roger, le neveu de Sarah, le père adoptif de Betsy
- Phyllis Brooks : Barbara, la fille de Pop, la mère adoptive de Betsy
- Jimmy Durante : Jimmy Clayton, un chef d'orchestre
- Jane Darwell : Miss Hutchins
- Patricia Wilder : Flossie
- George Barbier : Fiske
- Barbra Bell Cross : Carol, une orpheline
- El Brendel : Ole, un dresseur d'animaux
- George Brasno : George
- Olive Brasno : Olive
- Ed Brady : Client de l'hôtel